# 白于山
白于山位于陕西省北部，主梁呈东西走向，长约100公里，宽约50公里。山脉主体在无定河及北洛河之间，其北属内蒙古高原一部分，其南为黄土高原。白于山向西南可延伸至宁夏回族自治区南部及甘肃东部。最高点在榆林市定边县南部的魏梁，海拔约1907米。